# Baiomys
Baiomys és un gènere de rosegadors de la família dels cricètids. Es tracta dels rosegadors més petits de Nord-amèrica, amb una llargada de cap a gropa de 5-8 cm, una cua de 4-5 cm i un pes de 7-8 g. El seu pelatge dorsal és marró, mentre que el ventral és de color blanc grisenc. La seva distribució s'estén des del sud dels Estats Units fins a Nicaragua, passant per Mèxic. El seu hàbitat natural són les zones semidesèrtiques, on es refugien entre els matolls.